# Pływanie na Igrzyskach Panamerykańskich 1975
Turniej w ramach Igrzysk w Meksyku 1975 

## Klasyfikacja medalowa
| Klasyfikacja medalowa | Klasyfikacja medalowa | Klasyfikacja medalowa | Klasyfikacja medalowa | Klasyfikacja medalowa | Klasyfikacja medalowa |
| Miejsce               | państwo               | Złoto                 | Srebro                | Brąz                  | Razem                 |
| --------------------- | --------------------- | --------------------- | --------------------- | --------------------- | --------------------- |
| 1                     | Stany Zjednoczone     | 27                    | 17                    | 5                     | 49                    |
| 2                     | Kanada                | 1                     | 12                    | 11                    | 24                    |
| 3                     | Ekwador               | 1                     | 0                     | 1                     | 2                     |
| 4                     | Brazylia              | 0                     | 0                     | 9                     | 9                     |
| 5                     | Meksyk                | 0                     | 0                     | 3                     | 3                     |
| Razem                 | Razem                 | 29                    | 29                    | 29                    | 87                    |

## Medaliści
| Konkurencja              | 1. miejsce                                                                          | 2. miejsce                                                                   | 3. miejsce                                                                  |           |
| Mężczyźni                | Mężczyźni                                                                           | Mężczyźni                                                                    | Mężczyźni                                                                   | Mężczyźni |
| ------------------------ | ----------------------------------------------------------------------------------- | ---------------------------------------------------------------------------- | --------------------------------------------------------------------------- | --------- |
| 100 m stylem dowolnym    | Richard Abbott                                                                      | Jack Babashoff                                                               | Bruce Robertson                                                             |           |
| 200 m stylem dowolnym    | Jorge Delgado                                                                       | Rick DeMont                                                                  | Rex Favero                                                                  |           |
| 400 m stylem dowolnym    | Douglas Northway                                                                    | Robert William Hackett                                                       | Djan Madruga                                                                |           |
| 1500 m stylem dowolnym   | Robert William Hackett                                                              | Paul Hartloff                                                                | Djan Madruga                                                                |           |
| 100 m stylem grzbietowym | Peter Rocca                                                                         | Bob Jackson                                                                  | Rômulo Arantes                                                              |           |
| 200 m stylem grzbietowym | Dan Harrigan                                                                        | Mike Scarth                                                                  | Bob Jackson                                                                 |           |
| 100 m stylem klasycznym  | Rick Colella                                                                        | Lawrence Dowler                                                              | José Fiolo                                                                  |           |
| 200 m stylem klasycznym  | Rick Colella                                                                        | Dave Heinbuch                                                                | Gustavo Lozano                                                              |           |
| 100 m stylem motylkowym  | Mike Curington                                                                      | Greg Jagenburg                                                               | Bruce Robertson                                                             |           |
| 200 m stylem motylkowym  | Greg Jagenburg                                                                      | Steve Gregg                                                                  | Jorge Delgado                                                               |           |
| 200 m stylem zmiennym    | Steve Furniss                                                                       | Mike Curington                                                               | Bill Sawchuk                                                                |           |
| 400 m stylem zmiennym    | Steve Furniss                                                                       | Rick Colella                                                                 | Ricardo Marmolejo                                                           |           |
| 4x100 m stylem dowolnym  | Stany Zjednoczone · Alan Ruby · Jack Babashoff · Mike Grattan · Richard Abbott      | Kanada · Bruce Robertson · Gary MacDonald · Michael Bloahdal · Steve Hardy   | Meksyk · Jorge Necochea · Ricardo Sasser · Guillermo García · Eduardo Pérez |           |
| 4x200 m stylem dowolnym  | Stany Zjednoczone · Rex Favero · Rick DeMont · Brad Horner · Michael Curington      | Kanada · Michael Bloahdal · Steve Hardy · Daryl Skilling · Bruce Robertson   | Brazylia · Djan Madruga · José Namorado · Paul Jovanneau · Rômulo Arantes   |           |
| 4x100 m stylem zmiennym  | Stany Zjednoczone · Peter Rocca · Rick Colella · Michael Curington · Jack Babashoff | Kanada · Michael Scarth · Camil Chevalier · Bruce Robertson · Gary MacDonald | Brazylia · Akcel de Godoy · José Namorado · Rômulo Arantes · Otilio Holguin |           |

| Konkurencja              | 1. miejsce                                                                      | 2. miejsce                                                            | 3. miejsce                                                                         |         |
| Kobiety                  | Kobiety                                                                         | Kobiety                                                               | Kobiety                                                                            | Kobiety |
| ------------------------ | ------------------------------------------------------------------------------- | --------------------------------------------------------------------- | ---------------------------------------------------------------------------------- | ------- |
| 100 m stylem dowolnym    | Kim Peyton                                                                      | Jill Sterkel                                                          | Jill Quirk                                                                         |         |
| 200 m stylem dowolnym    | Kim Peyton                                                                      | Gail Amundrud                                                         | Anne Jardin                                                                        |         |
| 400 m stylem dowolnym    | Kathy Heddy                                                                     | Kathie Wickstrand                                                     | Michele Oliver                                                                     |         |
| 800 m stylem dowolnym    | Wendy Weinberg                                                                  | Mary Montgomery                                                       | Janice Stenhouse                                                                   |         |
| 100 m stylem grzbietowym | Lynn Chénard                                                                    | Rosemary Boone                                                        | Jenny Kemp                                                                         |         |
| 200 m stylem grzbietowym | Donna Wennerstrom                                                               | Lynn Chénard                                                          | Cheryl Gibson                                                                      |         |
| 100 m stylem klasycznym  | Lauri Siering                                                                   | Marcia Morey                                                          | Marion Stuart                                                                      |         |
| 200 m stylem klasycznym  | Lauri Siering                                                                   | Joann Baker                                                           | Marcia Morey                                                                       |         |
| 100 m stylem motylkowym  | Camille Wright                                                                  | Peggy Tosdal                                                          | Wendy Quirk                                                                        |         |
| 200 m stylem motylkowym  | Camille Wright                                                                  | Cheryl Gibson                                                         | Rosemary Ribeiro                                                                   |         |
| 200 m stylem zmiennym    | Kathy Heddy                                                                     | Jennie Franks                                                         | Cheryl Gibson                                                                      |         |
| 400 m stylem zmiennym    | Kathy Heddy                                                                     | Cheryl Gibson                                                         | Jennie Franks                                                                      |         |
| 4x100 m stylem dowolnym  | Stany Zjednoczone · Bonnee Brown · Kathy Heddy · Jill Sterkel · Kim Peyton      | Kanada · Gail Amundrud · Anne Jardin · Janice Stenhouse · Wendy Quirk | Brazylia · Christiane Paquelet · Lucy Burle · Maria Guimarães · Rosemary Ribeiro   |         |
| 4x100 m stylem zmiennym  | Stany Zjednoczone · Camille Wright · Marcia Morey · Rosemary Bonne · Kim Peyton | Kanada · Jill Quirk · Joanne Baker · Lynn Chenard · Wendy Quirk       | Brazylia · Christiane Paquelet · Cristina Teixeira · Flávia Nadalutti · Lucy Burle |         |